# Ceftiofur
Ceftiofur ist ein semisynthetisches Antibiotikum aus der Klasse der Cephalosporine der dritten Generation, welches für die Veterinärmedizin entwickelt und 1987 erstmals beschrieben wurde.

## Indikation
Ceftiofur wird hauptsächlich zur Behandlung bakterieller Infektionskrankheiten bei Rindern und Schweinen eingesetzt.

## Wirkungsprinzip
Das Antibiotikum Ceftiofur wirkt gegen zahlreiche gramnegative Erreger, z. B. Escherichia coli, Pasteurella, Streptokokken, Staphylokokken und Salmonellen, indem es die bakterielle Zellwand-Biosynthese hemmt. Gegen Enterokokken-, Pseudomonas- und Camphylobacter-Stämme zeigt Ceftiofur keine bzw. wenig Wirksamkeit.

## Applizierung
Der Wirkstoff wird als Injektion subcutan am Ohransatz (bei Rindern) oder intramuskulär am Halsmuskel (bei Schweinen) verabreicht.

## Nebenwirkungen
Als Nebenwirkungen können lokale Schwellungen an der Injektionsstelle und Verdauungsstörungen (z. B. Durchfall) auftreten.

## Handelsnamen
Ceftiofur ist im Handel als steriles Pulver zur Auflösung in einer wässrigen Lösung, als Natriumsalz oder als Hydrochlorid in einer öligen Suspension erhältlich.
Das Antibiotikum wird als Monopräparat unter den folgenden Namen gehandelt:
| Wirkstoff              | Handelsnamen |
| Ceftiofur              | - Naxcel - Excede |
| Ceftiofur-Natrium      | - Cefenil (derzeit nicht im Handel) - Cevaxel - Cefti - Naxcelflex |
| Ceftiofur-Hydrochlorid | - Aktionis - Cefavex (derzeit nicht im Handel) - Cefenil RTU - Cefokel - Ceftiocyl - Ceftiomax - Ceftiosan - Cemay (außer Handel) - Cevaxel-RTU - Eficur - Eficur RTU - Excenel FLOW - Excenel RTU - Spectramast - Truleva (außer Handel) |

Außerdem existiert ein Kombinationspräparat mit Ketoprofen (Handelsname Curacef duo).